# Wikipedia Zero

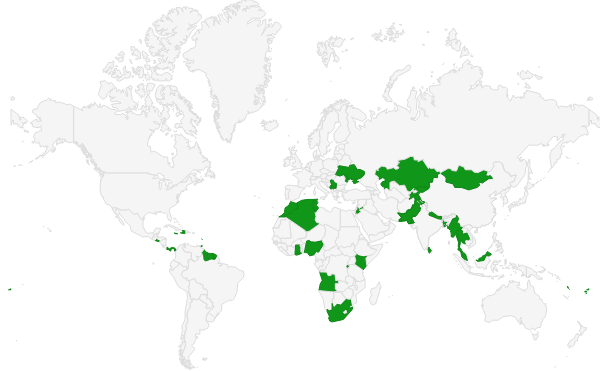
Verfügbarkeit von Wikipedia Zero in 59 Ländern über 67 Partneranbieter, Mai 2016

Logo von Wikipedia Zero

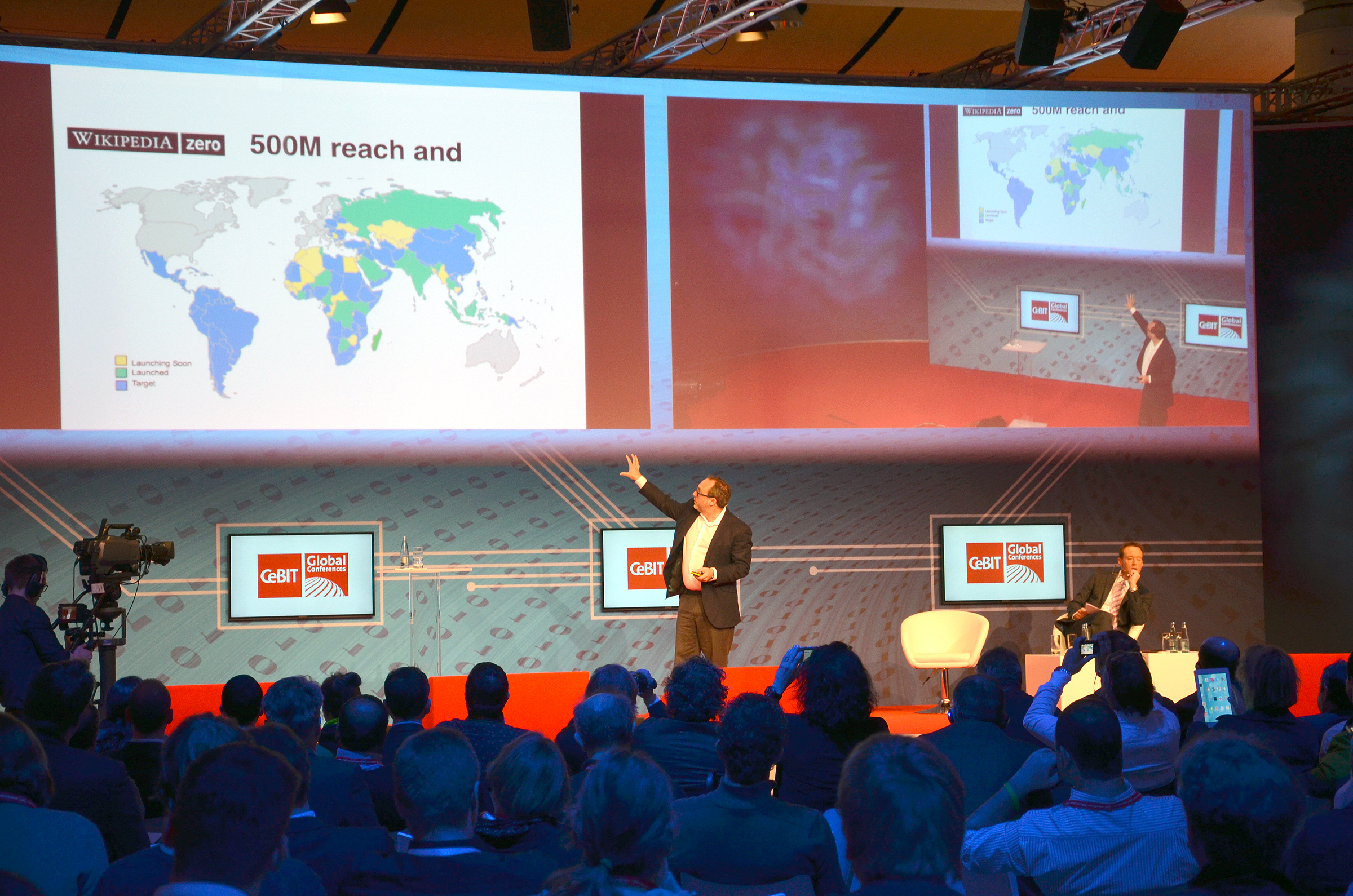
Wikipedia-Gründer Jimmy Wales 2014 als Sprecher der CeBIT Global Conferences zu Wikipedia Zero

Wikipedia Zero war ein Projekt der Wikimedia Foundation, das von 2012 bis 2018 den Bekanntheitsgrad von Wikipedia sowie deren Reichweite auf mobilen Endgeräten in Ländern des sogenannten Globalen Südens erhöhen sollte.
Als das Projekt im Jahr 2012 begonnen wurde, war abzusehen, dass es bald mehr mobile Internetnutzer als Desktopbenutzer geben würde. Insbesondere in den Ländern des Globalen Südens sollte Wikipedia einer Generation zugänglich gemacht werden, deren erster und einziger Zugriff auf das Internet mobil erfolgt. Diese Ziele sollten erreicht werden, indem Wikipedia-Artikel in Zusammenarbeit mit Mobilfunkgesellschaften vor allem in Afrika, Südamerika und Asien kostenfrei auf mobilen Endgeräten verfügbar gemacht wurden (Zero-Rating).
Der Zugriff erfolgte zumeist auf die mobile Version von Wikipedia; selten auf eine speziell für dieses Programm entwickelte Version namens Wikipedia Zero, in der nur der Text der Artikel ohne Bilder übertragen wird. Weil Smartphones in Entwicklungsländern sehr viel seltener genutzt werden als in den westlichen Märkten, konnten Wikipedia-Artikel rein textbasiert als SMS oder USSD angefordert werden.

## Geschichte
Das Projekt begann im Mai 2012 in Malaysia, im Oktober 2012 folgten Thailand und Saudi-Arabien bei den Providern dtac und Saudi Telecom Company. Im Mai 2013 folgte Pakistan mit Mobilink und im Juni 2013 Sri Lanka mit Dialog Axiata. Der freie Zugang zur Wikipedia in Indien wird im Netz vom Aircel bereitgestellt. Seit Ende 2013 wurden 4,5 Millionen Kunden von Airtel Africa in das Programm einbezogen. Ab dem 22. August 2014 bot die Timor Telecom in Osttimor Wikipedia Zero für die Sprachversionen in Englisch, Portugiesisch, Indonesisch und Tetum an. Nach 2013 sollten vor allem Länder in Südamerika einbezogen werden.
Der Erfolg des Projekts blieb hinter den Erwartungen zurück. Die Anzahl der Seitenabrufe, die über Wikipedia Zero erfolgten, war im Jahr 2013 etwa um den Faktor 16 überschätzt worden. Bis zum Sommer 2014 kam Wikipedia Zero auf 35 Millionen Abrufe.
Im Januar 2014 war Wikipedia Zero in 22 Ländern verfügbar. In diesem Monat wurden der Wikimedia Foundation zufolge 50 Millionen Seitenabfragen getätigt. Im selben Jahr warb Jimmy Wales als einer der Sprecher der CeBIT Global Conferences insbesondere für Wikipedia Zero. Anfang 2015 wurde das Programm in „über 50“ Ländern betrieben.
Die Fortführung von Wikipedia Zero sollte Zeit Online zufolge von der Entwicklung der Nutzung abhängen. Falls bis zum Sommer 2015 weniger als 100 Millionen Abrufe erreicht würden, stehe das Programm insgesamt zur Disposition.
Die chilenische Regierung entschied im Mai 2014, dass die kostenlose Verbreitung von Wikipedia und Facebook gegen die Netzneutralität verstoße, und untersagte sie daher. In der Folge kam es infolge intensiver Lobbyarbeit durch die Wikimedia Foundation zu einer Einigung mit den chilenischen Behörden – was wiederum die Kritik von Netzaktivisten hervorrief, die durch solche Aktivitäten langfristig den Zugang zum Wissen wegen der Einschränkung der Netzneutralität eher gefährdet sahen.
Am 19. Februar 2018 wurde bekannt, dass die noch bestehenden Vereinbarungen mit Providern auslaufen und keine neuen mehr abgeschlossen werden. In einem abschließenden Blogpost der Wikimedia Foundation hieß es, das Programm habe insgesamt 97 Mobilfunkprovider in 72 Ländern einbezogen. 800 Millionen Benutzer seien auf diese Weise erreicht worden. Die Nutzung sei aber seit 2016 rapide gesunken, wohl nicht zuletzt aufgrund der deutlich sinkenden Kosten für mobiles Internet.

## Hintergrund

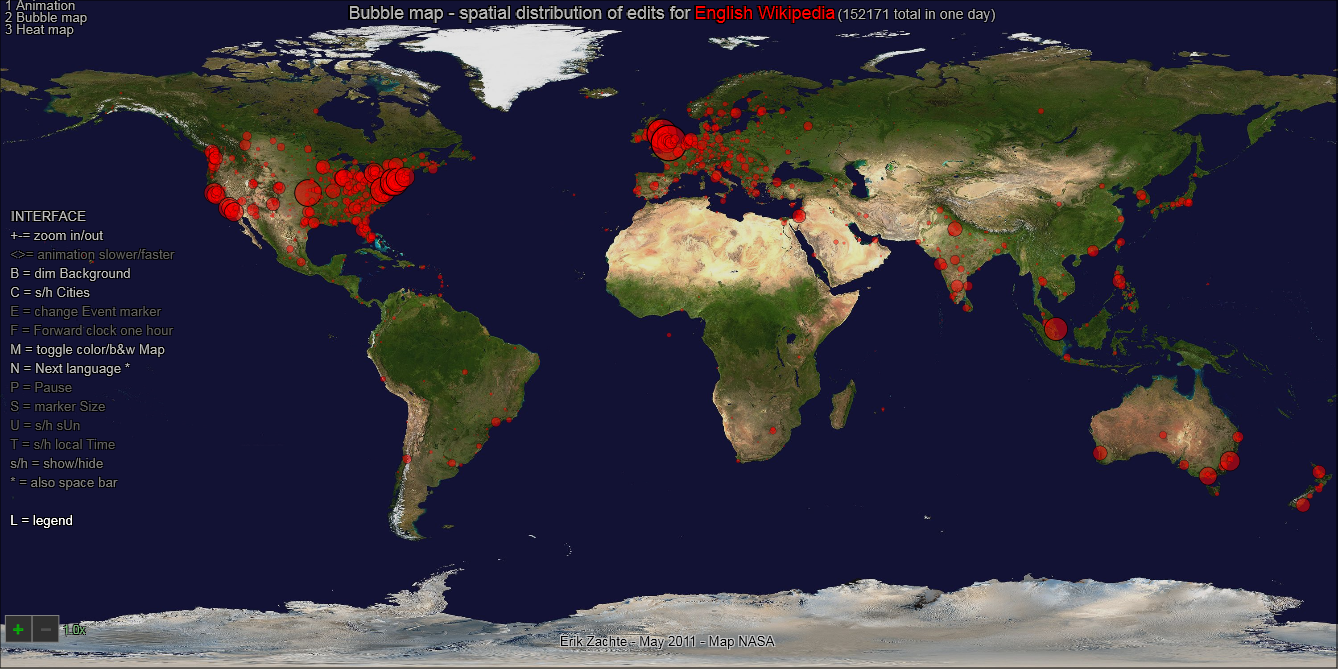
Bearbeitungen der englischsprachigen Wikipedia weltweit (2011)

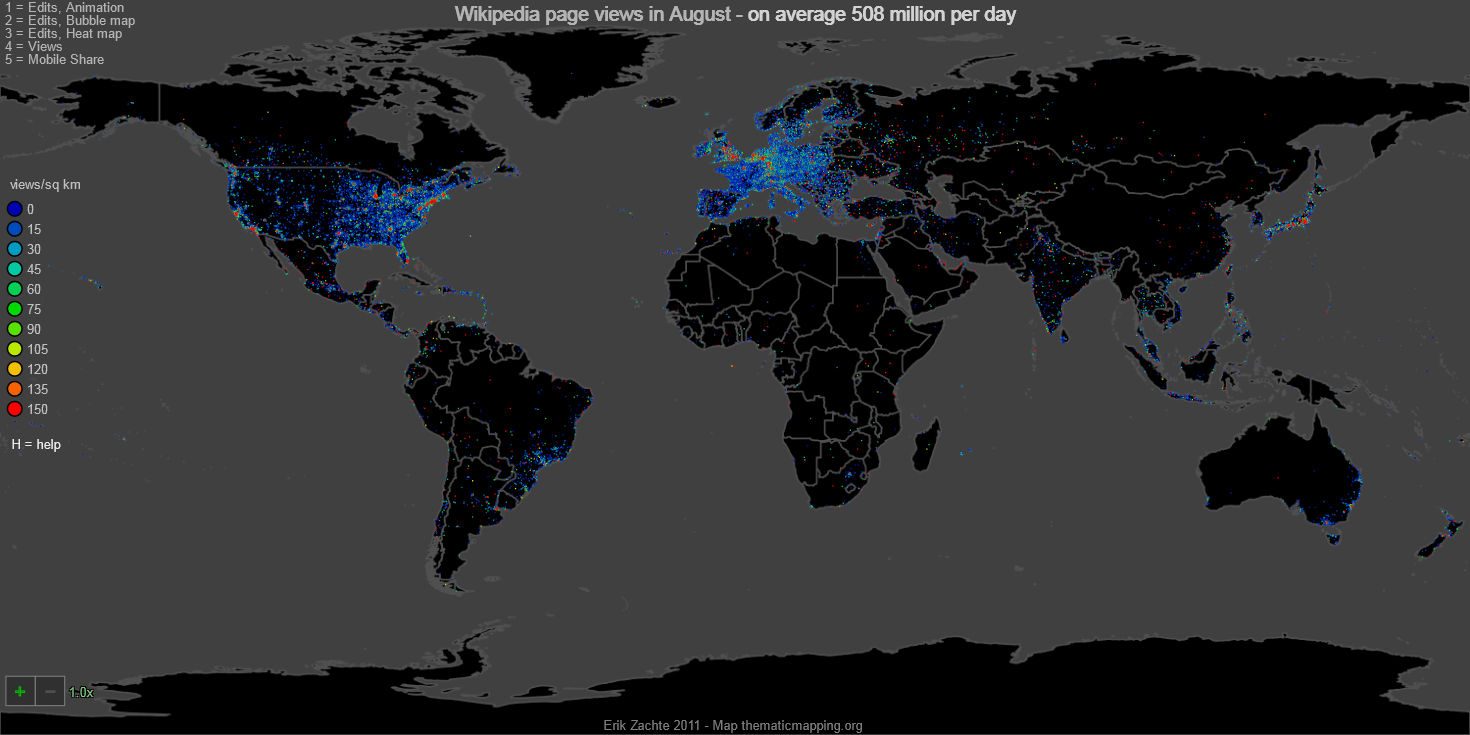
Abrufe aller Wikipedia-Sprachversionen weltweit (2011)

Wikipedia Zero reagierte auf die digitale Kluft zwischen den industrialisierten und den sich entwickelnden Ländern bei der Nutzung des Internets, insbesondere auf den Nord-Süd-Gegensatz. Sowohl die Bearbeitungen als auch die Abrufe von Wikipedia stammen vorwiegend aus den nördlich gelegenen Industriestaaten. Dieses Ungleichgewicht sollte ausgeglichen werden, um die Zugangsmöglichkeit zu freiem Wissen nachhaltig zu verbessern. In den Zielländern erfolgt der Zugang zum Internet vorwiegend über Mobilfunkgeräte.
Die Wikimedia Foundation schloss sich damit den großen kommerziellen Anbietern von sozialen Netzwerken Google und Facebook an, die mit Google Free Zone und Facebook Zero ähnliche Projekte mit Mobilfunkbetreibern durchführten. Die Partnerunternehmen profitieren, indem sie durch das kostenlose Angebot neue Kunden gewinnen können.

## Kritik

### Schwächung der Netzneutralität
Der chilenische Staatssekretär für Telekommunikation verbot zum 1. Juni 2014 Zero-Rating in Chile. Zur Begründung hieß es, dass die kostenfreie Nutzung ausgewählter Dienste wie Wikipedia Zero, Facebook Zero und Google Free Zone, bei dem die mobile Datennutzung bezuschusst wird, die Netzneutralität verletze.
Die Electronic Frontier Foundation sagte im Juli 2014 

“Whilst we appreciate the intent behind efforts such as Wikipedia Zero, ultimately zero rated services are a dangerous compromise.”

„Wenngleich wir die Absicht hinter Bemühungen wie Wikipedia Zero wertschätzen, sind zero-rated-Dienste schlussendlich ein gefährlicher Kompromiss.“

Die Nichtregierungsorganisation Access drückte es deutlicher aus und sagte im August 2014 

“Wikimedia has always been a champion for open access to information, but it’s crucial to call out zero-rating programs for what they are: Myopic deals that do great damage to the future of the open internet.”

„Wikimedia war immer ein Schwergewicht im Kampf für freien Zugang zu Informationen, aber es ist äußerst wichtig, zero-rating-Programme das zu nennen, was sie sind: kurzsichtige Deals, die der Zukunft des offenen Internets großen Schaden zufügen.“

### Fehlende Metadaten
Da nur der reine Artikeltext zur Verfügung steht, können Leser nicht mit Hilfe der Versionsgeschichte die Entstehung und Verlässlichkeit des Artikels prüfen. Newsweek berichtete im April 2015 über den Artikel der englischsprachigen Wikipedia über das staatlich nicht anerkannte Indian Institute of Planning and Management, einer „gefälschten Hochschule“, einem in Indien weit verbreiteten Übel. Der Administrator Wifione hatte die Informationen zum illegalen Status der Hochschule so umformuliert, dass von einer Verschleierung gesprochen werden muss. Newsweek berichtete, dass sich Familien aus dem ländlichen Bereich Indiens, die nur auf Wikipedia Zero zugreifen konnten, auf die Reputation der Wikipedia verlassen hätten. Eltern hätten ihre Höfe verpfändet, um ihren Kindern ein Studium und einen letztlich wertlosen Hochschulabschluss zu finanzieren. Mahesh Peri, Herausgeber des Magazins Careers360, das kritische Nachforschungen zum Indian Institute of Planning and Management angestellt hatte, sagte laut Newsweek: 

“In my opinion, by letting this go on for so long, Wikipedia has messed up perhaps 15,000 students’ lives.”

„Meiner Meinung nach hat Wikipedia, da sie es so lange unbeachtet ließen, das Leben von vielleicht 15.000 Studenten zerstört.“

### Walled Gardens
Die Journalistin Hilary Heuler argumentierte im Mai 2015: 

“for many, zero-rated programs would limit online access to the 'walled gardens' offered by the web heavyweights. For millions of users, Facebook and Wikipedia would be synonymous with 'internet'”

„für viele würden zero-rated Programme den Online-Zugang auf die geschlossenen Plattformen begrenzen, die von den Schwergewichten des Webs angeboten werden. Für Millionen Nutzer wären Facebook und Wikipedia gleichbedeutend mit 'Internet'.“

2015 haben Forscher untersucht, wie das ähnliche Programm Facebook Zero die Wahrnehmung von Informationstechnologien in Entwicklungsländern beeinflusst. Sie fanden heraus, dass 11 % der Indonesier, die von sich sagten, sie benutzten Facebook, auch sagten, sie würden das Internet nicht benutzen. 65 % der Nigerianer, 61 % der Indonesier und 58 % der Inder stimmten der Aussage „Facebook ist das Internet“ zu, verglichen mit nur 5 % in den Vereinigten Staaten.

### Reaktionen von Wikimedia-Organisationen auf die Kritik
Gayle Karen Young von der Wikimedia Foundation verteidigte das Programm im November 2014 in der Washington Post mit den Worten: 

“We have a complicated relationship to net neutrality. We believe in net neutrality in America,”

„Wir haben ein kompliziertes Verhältnis zur Netzneutralität. Wir glauben an Netzneutralität in Amerika,“

fügte jedoch hinzu, dass Wikipedia Zero eine andere Perspektive in anderen Ländern brauche: 

“Partnering with telecom companies in the near term, it blurs the net neutrality line in those areas. It fulfills our overall mission, though, which is providing free knowledge.”

„Partnerschaften mit Telekomunternehmen verwischen auf kurze Sicht die Grenze der Netzneutralität in diesen Gebieten. Wir erfüllen jedoch unsere übergeordnete Mission, Freies Wissen zu verbreiten.“

### Illegales Filesharing
Anfang 2016 wurde bekannt, dass Wikipedia Zero in Angola dazu benutzt wird, kostenlos urheberrechtlich geschütztes Material auf Wikimedia Commons hochzuladen. Links zu diesen Videos und anderen Dateien werden in Facebook-Zero-Gruppen ausgetauscht. Diese Verbreitungsart wurde wahrscheinlich wegen der hohen Preise für „normalen“ Internetzugang verwendet. Versuche, angolanische IP-Adressbereiche zu sperren, blieben mittelfristig erfolglos. Ähnliche Vorfälle gab es bereits Mitte 2015.